# Jakob Faulhaber
Jakob Faulhaber (* 27. März 1900 in Erlangen; † 15. September 1942 in Stuttgart) war ein deutscher kommunistischer Widerstandskämpfer gegen den NS-Staat.

## Leben
Nach dem Abschluss seiner Schulausbildung erlernte Faulhaber den Beruf des Schlossers. Später arbeitete er als Gärtner. Anfänglich war er in der sozialdemokratischen Arbeiterjugend organisiert, trat aber 1930 zur Kommunistischen Partei Deutschlands (KPD) über. Nach der Machtübertragung an die NSDAP 1933 wurde er bis 1934 zur „Schutzhaft“ in das KZ Kislau eingeliefert. Als er wieder frei gekommen war, betrieb er als Selbstständiger eine Gärtnerei in der Waldstraße von Mannheim. Bei ihm war zeitweise auch Georg Lechleiter beschäftigt, einer der führenden Köpfe der Nordbadener Widerstandsbewegung.
Jakob Faulhaber wurde in der besonders aktiven Widerstandsgruppe Waldhof-Gartenstadt tätig. Er  war der Leiter des Technischen Apparats und kümmerte sich darum, dass alle Informationen die entsprechenden Empfänger erreichten. Vor allem die antifaschistische Zeitung „Der Vorbote“ herzustellen und sie zu verbreiten war sein wichtigstes Anliegen. Doch die Gestapo konnte den Lechleiter-Kreis aufdecken und bei einer Massenverhaftung gehörte auch Faulhaber zu den Festgenommenen. Vor dem Volksgerichtshof wurden alle angeklagt und 19 von ihnen zum Tode verurteilt. Am 15. September 1942 wurde auch Faulhaber mit dem Fallbeil hingerichtet.
In einem Abschiedsbrief schrieb er: „Das höchste Ziel eines Menschen besteht darin, für andere zu leben, für andere sich aufzuopfern“.

## Erinnerung

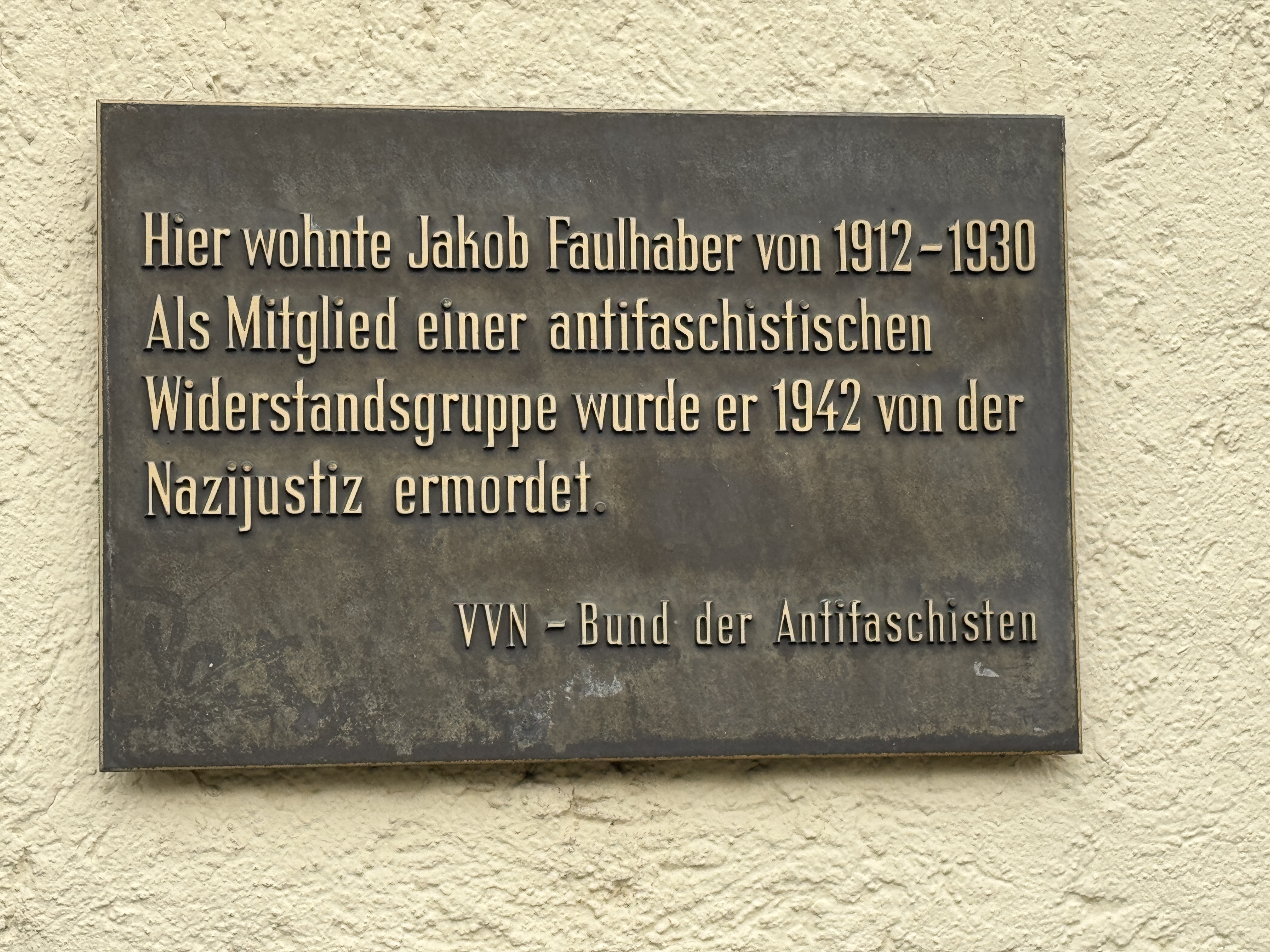
Mannheim-Gartenstadt, Gedenktafel für Jakob Faulhaber

- Auf dem Heidelberger Bergfriedhof erinnert eine Gedenkstätte an die Opfer der NS-Justiz. Dort ist auch Faulhaber begraben.

- Im Stadtteil Waldhof von Mannheim erinnert an ihn die Jakob-Faulhaber-Straße.[2]